# Assistens Kirkegård (Lyngby)
Denne side handler om Assistens Kirkegård i Lyngby. For andre kirkegårde med samme navn, se Assistens Kirkegård (flertydig).
Lyngby Assistens Kirkegård blev anlagt i 1851 på "Hestebakken" og skulle i sin tid "assistere" Lyngbys gamle kirkegård, der lå rundt om Lyngby Kirke. Kirkegårdens areal var ejet af Postgården (Lyngby Hovedgade 11) og Lyngby Kommune skulle således først købe grunden af daværende postmester Hvidt.
På grund af Lyngby Præstegård og Gentofte-Lyngby Hospital kunne man ikke anlægge en direkte vej mellem kirken og den nye kirkegård før 1875. Før da skulle man gå ad Lyngby Hovedgade til "Det Hvide Palæ" og dernæst ned af markvejen "Bag om Byen" (i dag Toftebæksvej). Stien i 1875 går fra Lyngby Kirkestræde mod øst og drejer dernæst vinkelret til højre mod syd hvor den fortsætter i lige linje ind på Assistenskirkegården, hvor den fortsætter som kirkegårdens hovedsti med to sving mod hhv. øst og syd hvorefter den ender ved lågen ud til Toftebæksvej. Da Fæstningskanalen blev anlagt mellem Ermelunden og Lyngby, som en del af Københavns Befæstning i 1880'erne blev der bygget en bro der første stien over kanalen. Broen blev stående efter kanalens dræning i 1920 og blev først taget ned i 1980 ifm. en renovering af kanalområdet. Broen skulle derefter være blevet sat op igen, men den blev ved en fejltagelse kørt til skrotning og man anlagde derfor de nutide trapper på begge sider af kanalstien.
I dag foregår der ikke længere begravelser på kirkegården, der efter planen nedlægges som begravelsesplads i 2020, hvorefter det er hensigten, at kirkegården skal omdannes til kirkegårdspark som Assistens Kirkegård på Nørrebro.

## Kirkegårdsmonumenter
En stor del af gravstederne tilhører gamle håndværkerslægter i Lyngby, men også offentlige personer der har præget både det lokale og nationale liv i 1800- og starten af 1900-tallet.

### Kendte personer begravet på Lyngby Assistens Kirkegård
- Henrik Cavling
- Viggo Cavling
- Hartvig Frisch
- Martin Kaalund-Jørgensen
- Thomas Lange
- Gyrithe Lemche
- Just Sondrup
- Peter Liep